# Mühlebach
Mühlebach (walsertyska: Milibach) är en ort i kommunen Ernen i kantonen Valais, Schweiz. Orten var före den 1 oktober 2004 en egen kommun, men inkorporerades då tillsammans med Ausserbinn och Steinhaus in i kommunen Ernen.